# Lo Mejor de Tu Vida
"Lo Mejor de Tu Vida" ("The Best of Your Life") là một bản ballad được viết và phát hành bởi nhạc sĩ Manuel Alejandro, cùng viết bởi Marian Beigbeder, và được trình diễn bởi ca sĩ Tây Ban Nha Julio Iglesias. Nó được phát hành như là dĩa đơn đầu tiên của dĩa nhạc Un Hombre Solo vào năm 1987. Bản nhạc này trở thành bản nhạc đầu tiên được trình diễn bởi một ca sĩ nam mà đứng hạng nhất 13 tuần tại ''Billboard'' Hot Latin Tracks chart.
"Lo Mejor de Tu Vida" cũng được xem là một trong những bản nhạc tiêu biểu của Iglesias và cũng đã được trình diễn bởi nhiều ca sĩ khác trong đó có Tamara, Simone, Ray Conniff, Bertín Osborne và Alexandre Pires.